# Nebezpečný náklad
A Nebezpečný náklad (magyarul: Veszélyes áruk) az Elán együttes hatodik nagylemeze 1988-ból, amely Csehszlovákiában jelent meg.

## Kiadásai
- 1988 LP

## Dalok
1. Farby (Ráž – Filan) – 4:37
2. Nevesta v piatom mesiaci (Karvaš – Filan) – 4:32
3. Nestíham (Baláž – Filan) – 3:23
4. Plnoletí (Ráž – Filan) – 4:04
5. Mládeži nepristupné (Karvaš – Filan) – 4:21
6. Ver mi (Ráž – Filan) – 3:54
7. Kompromisy (Baláž – Filan) – 3:37
8. Rozprávka (Baláž – Filan) – 3:38
9. Ešte jedna o mame (Karvaš – Filan) – 05:23
10. Podpísaný anonym (Ráž – Filan) – 3:06
11. Nebezpečný náklad (Baláž – Filan) – 4:26

## Az együttes tagjai
- Jožo Ráž – basszusgitár, ének
- Jano Baláž – szólógitár, ének
- Martin Karvaš – billentyűs hangszerek, ének
- Gabriel Szabó – dobok

Közreműködött:
- J. Fabrický – ütőhangszerek
- Anton Jaro – basszusgitár
- Dušan Huščava – tenorszaxofon
- Marián Kochanský – ének
- Ján Lauko – zenei rendező
- I. Adamec – hangmérnök
- Štefan Danko – producer
- Alan Lesyk – borítóterv